# Платинадиалюминий
Платинадиалюминий — бинарное неорганическое соединение
платины и алюминия
с формулой Al2Pt,
кристаллы.

## Получение
- Сплавление стехиометрических количеств чистых веществ:

{\displaystyle {\mathsf {2Al+Pt\ {\xrightarrow {1406^{o}C}}\ Al_{2}Pt}}}

## Физические свойства
Платинадиалюминий образует кристаллы
кубической сингонии,
пространственная группа F m3m,
параметры ячейки a = 0,5922 нм, Z = 4,
структура типа фторида кальция CaF2
.
Соединение образуется по перитектической реакции при температуре 1406°C.
Имеет область гомогенности 32÷33 ат.% платины.